# Micraeschus solitaria
Micraeschus solitaria är en fjärilsart som beskrevs av Otto Staudinger 1892. Micraeschus solitaria ingår i släktet Micraeschus och familjen nattflyn. Inga underarter finns listade i Catalogue of Life.